# Винчестер, Джакарра
Джакарра Гвениша Винчестер (англ. Jacarra Gwenisha Winchester, род. 19 октября 1992) — американская спортсменка, борец вольного стиля, чемпионка мира 2019 года, чемпион и призёр Панамерики, участница Олимпийских игр в Токио.

## Биография
С 2014 года принимает участие в международных соревнованиях по борьбе.
В сентябре 2018 года она стала пятой на чемпионате мира в Будапеште в весовой категории до 55 кг. 
В 2019 году в Буэнос-Айресе она стала третьей в весовой категории до 57 кг и завоевала бронзовую медаль Панамериканского чемпионата. Это лучшее достижение в карьере американской спортсменки.
На предолимпийском чемпионате мира в Казахстане в 2019 году в весовой категории до 55 кг, Джакарра завоевала золотую медаль став чемпионкой мира.
Проживает в Колорадо-Спрингс, тренируется в клубе «Титан Меркьюри». Получила образование в школе Сан-Лоренсо и колледже Миссури-Вэлли.
На Олимпиаде 2020 года в схватке за бронзовую медаль уступила представительнице Беларуси Ванессе Колодинской и заняла итоговое 5 место.

## Основные результаты
| Год  | Соревнование                                 | Город                   | Весовая категория | Место |
| ---- | -------------------------------------------- | ----------------------- | ----------------- | ----- |
| 2021 | Летние Олимпийские игры 2020                 | Токио, Япония           | 53 кг             | 5     |
| 2021 | Панамериканский чемпионат по борьбе 2021     | Гватемала, Гватемала    | 55 кг             | 1     |
| 2019 | Чемпионат мира по борьбе 2019                | Нур-Султан, Казахстан   | 55 кг             | 1     |
| 2019 | Poland Open                                  | Варшава, Польша         | 55 кг             | 3     |
| 2019 | Чемпионат США по борьбе 2019                 | Лас-Вегас, США          | 55 кг             | 1     |
| 2019 | Панамериканский чемпионат по борьбе 2019     | Буэнос-Айрес, Аргентина | 57 кг             | 3     |
| 2019 | Beat the Streets                             | Лос-Анджелес, США       | 55 кг             | 1     |
| 2019 | Гран-при Германии                            | Дормаген, Германия      | 57 кг             | 6     |
| 2019 | Мемориал Дэйва Шульца                        | Колорадо-Спрингс, США   | 59 кг             | 1     |
| 2018 | Чемпионат мира по борьбе 2018                | Будапешт, Венгрия       | 55 кг             | 5     |
| 2018 | Poland Open                                  | Варшава, Польша         | 55 кг             | 5     |
| 2018 | Гран-при Испании                             | Мадрид, Испания         | 57 кг             | 3     |
| 2018 | Чемпионат США по борьбе 2018                 | Лас-Вегас, США          | 55 кг             | 1     |
| 2018 | Мемориал Билла Фаррелла                      | Нью-Йорк, США           | 57 кг             | 3     |
| 2018 | Кубок мира по женской борьбе 2018            | Такасаки, Япония        | команда           | 4     |
| 2018 | Киевский международный турнир                | Киев, Украина           | 57 кг             | 1     |
| 2018 | Klippan Lady Open                            | Клиппан, Швеция         | 55 кг             | 5     |
| 2017 | Открытый кубок России по женской борьбе 2017 | Чебоксары, Россия       | 55 кг             | 3     |
| 2017 | Кубок мира по женской борьбе 2017            | Чебоксары, Россия       | команда           | 4     |
| 2017 | Чемпионат США по борьбе 2017                 | Лас-Вегас, США          | 58 кг             | 3     |
| 2017 | Мемориал Дэйва Шульца                        | Колорадо-Спрингс, США   | 55 кг             | 3     |
| 2016 | Гран-при Испании                             | Мадрид, Испания         | 55 кг             | 5     |
| 2016 | Кубок Канады                                 | Гуэлф, Канада           | 58 кг             | 1     |
| 2015 | Чемпионат WCWA                               | Сент-Луис, США          | 52 кг             | 1     |
| 2014 | Мемориал Билла Фаррелла                      | Нью-Йорк, США           | 55 кг             | 2     |
| 2014 | Чемпионат мира среди студентов 2014          | Печ, Венгрия            | 58 кг             | 3     |